# Circunscripción electoral de Almería

Circunscripción de Almería
Cortes Generales* Congreso: 6 escaños (de 350)
- Senado: 4 senadores (de 266)Parlamento de Andalucía* 12 escaños (de 109)

Almería es una de las 52 circunscripciones electorales utilizadas como distritos electorales desde 1977 para la Cámara Baja de las Cortes Generales, el Congreso de los Diputados, y una de las 59 de la Cámara Alta, el Senado. 
Además, desde el establecimiento de la Junta de Andalucía en 1982, es al mismo tiempo una las ocho circunscripciones electorales para el Parlamento andaluz.

## Ámbito de la circunscripción y sistema electoral
En virtud de los artículos 68.2 y 69.2 de la Constitución Española de 1978 los límites de la circunscripción debe ser los mismos que los de la provincia de Almería, y en virtud del artículo 140, esto solo puede modificarse con la aprobación del Congreso de los Diputados. El voto es sobre la base de sufragio universal secreto. En virtud del artículo 12 de la constitución, la edad mínima para votar es de 18 años.
En el caso del Congreso de los Diputados, el sistema electoral utilizado es a través de una lista cerrada con representación proporcional y con escaños asignados usando el método D'Hondt. Solo las listas electorales con el 3% o más de todos los votos válidos emitidos, incluidos los votos «en blanco», es decir, para «ninguna de las anteriores», se pueden considerar para la asignación de escaños. En el caso del Senado, el sistema electoral sigue el escrutinio mayoritario plurinominal. Se eligen cuatro senadores y los partidos pueden presentar un máximo de tres candidatos. Cada elector puede escoger hasta tres senadores, pertenezcan o no a la misma lista. Los cuatro candidatos más votados son elegidos.

## Parlamento de Andalucía

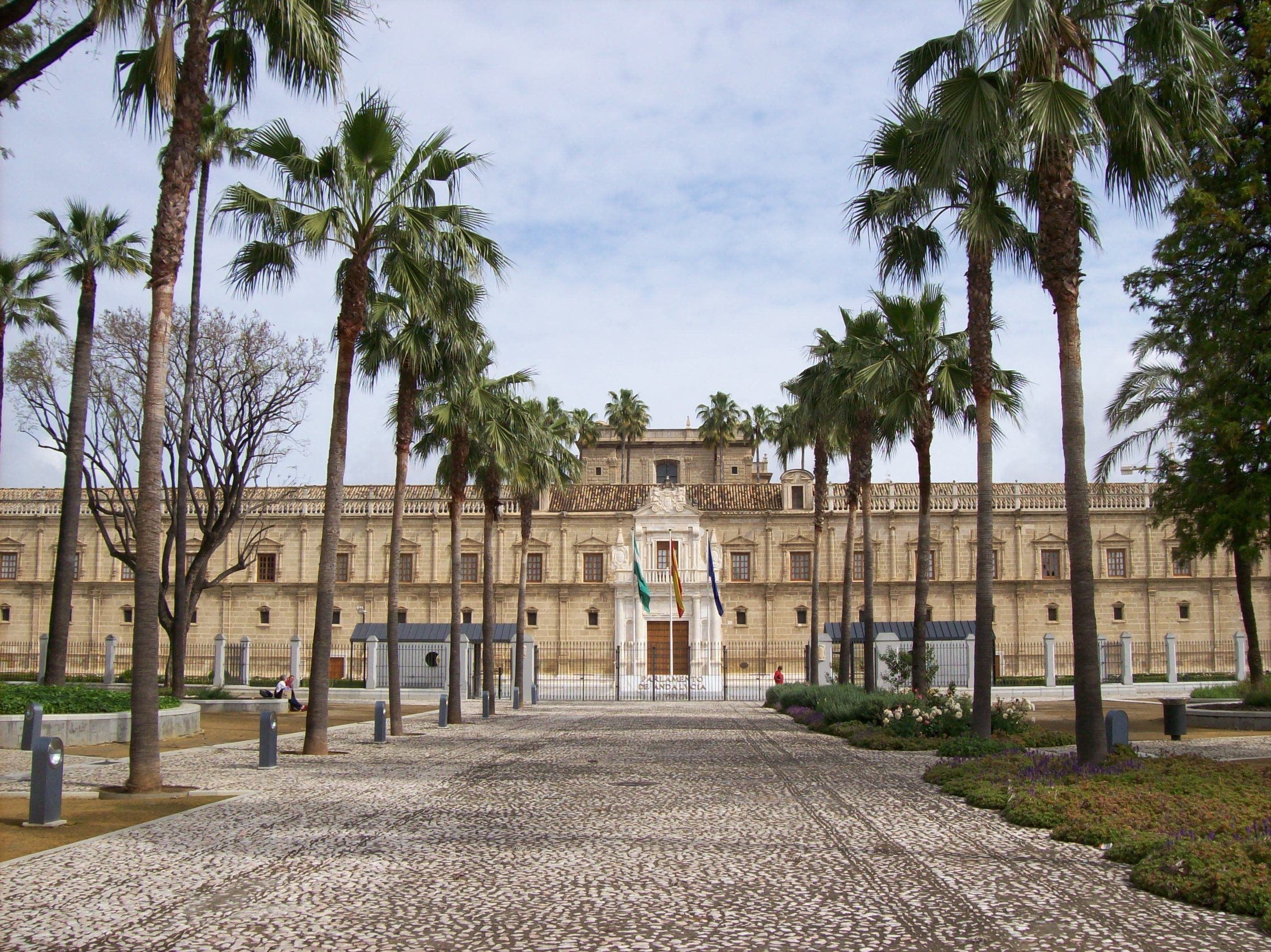
Parlamento de Andalucía.

El 21 de junio de 1982 se constituye el Parlamento de Andalucía en la Sesión Constitutiva celebrada en el Real Alcázar de Sevilla, en la que se eligió por mayoría a Antonio Ojeda Escobar como presidente del Parlamento de Andalucía. Poco después, en las sesiones del 14 y 15 de julio, Rafael Escuredo Rodríguez es elegido primer presidente de la Junta de Andalucía.
La modificación más importante que ha realizado el Parlamento de Andalucía tras su creación es la reforma del Estatuto de Autonomía, adoptado por referéndum el 18 de febrero de 2007, con un 87,45% de votos a favor y una abstención récord del 63,72%. Este Estatuto, por cuya elaboración el Parlamento de Andalucía ha jugado un papel muy activo, aumenta las competencias propias del gobierno autonómico andaluz, y, entre otras cosas, hace oficial el rango de capital de Sevilla.

### Diputados obtenidos por partido (1982-2022)[5]
| Candidatura | Candidatura                                           | Candidatura | 1982 | 1986 | 1990 | 1994 | 1996 | 2000 | 2004 | 2008 | 2012 | 2015 | 2018 | 2022 |
| ----------- | ----------------------------------------------------- | ----------- | ---- | ---- | ---- | ---- | ---- | ---- | ---- | ---- | ---- | ---- | ---- | ---- |
|             | Partido Socialista Obrero Español de Andalucía        | PSOE-A      | 6    | 7    | 7    | 5    | 5    | 5    | 6    | 5    | 4    | 5    | 3    | 3    |
|             | Partido Popular Andaluz                               | PPA         | 2a   | 3b   | 3    | 5    | 5    | 6    | 5    | 7    | 7    | 5    | 4    | 6    |
|             | Unión de Centro Democrático                           | UCD         | 3    |      |      |      |      |      |      |      |      |      |      |      |
|             | Izquierda Unida Los Verdes-Convocatoria por Andalucía | IULV-CA     |      | 1    | 1    | 1    | 1    |      |      |      | 1    |      |      |      |
|             | Ciudadanos-Partido de la Ciudadanía                   | Cs          |      |      |      |      |      |      |      |      |      | 1    | 2    |      |
|             | Podemos Andalucía                                     | PODEMOS     |      |      |      |      |      |      |      |      |      | 1    |      |      |
|             | Vox                                                   | VOX         |      |      |      |      |      |      |      |      |      |      | 2    | 3    |
|             | Adelante Andalucía                                    | AA          |      |      |      |      |      |      |      |      |      |      | 1c   |      |
| Total       | Total                                                 | Total       | 11   | 11   | 11   | 11   | 11   | 11   | 11   | 12   | 12   | 12   | 12   | 12   |

Notas
a Los resultados corresponden a los de Alianza Popular (AP). 

b Los resultados corresponden a los de Coalición Popular.

c Coalición compuesta por Podemos Andalucía, Izquierda Unida Los Verdes-Convocatoria por Andalucía, Izquierda Andalucista y Primavera Andaluza.

## Congreso de los Diputados

### Diputados obtenidos por partido (1977-2019)[6]
| Candidatura | Candidatura                         | Candidatura | 1977 | 1979 | 1982 | 1986 | 1989 | 1993 | 1996 | 2000 | 2004 | 2008 | 2011 | 2015 | 2016 | 2019 (I) | 2019 (II) | 2023 |
| ----------- | ----------------------------------- | ----------- | ---- | ---- | ---- | ---- | ---- | ---- | ---- | ---- | ---- | ---- | ---- | ---- | ---- | -------- | --------- | ---- |
|             | Unión de Centro Democrático         | UCD         | 3    | 3    |      |      |      |      |      |      |      |      |      |      |      |          |           |      |
|             | Partido Socialista Obrero Español   | PSOE        | 2    | 2    | 4    | 4    | 4    | 3    | 3    | 2    | 3    | 3    | 2    | 2    | 2    | 2        | 2         | 2    |
|             | Partido Popular                     | PP          |      |      | 1a   | 1b   | 1    | 2    | 2    | 3    | 2    | 3    | 4    | 2    | 3    | 2        | 2         | 3    |
|             | Ciudadanos-Partido de la Ciudadanía | Cs          |      |      |      |      |      |      |      |      |      |      |      | 1    | 1    | 1        |           |      |
|             | Podemos                             | PODEMOS     |      |      |      |      |      |      |      |      |      |      |      | 1    |      |          |           |      |
|             | Vox                                 | VOX         |      |      |      |      |      |      |      |      |      |      |      |      |      | 1        | 2         | 1    |
| Total       | Total                               | Total       | 5    | 5    | 5    | 5    | 5    | 5    | 5    | 5    | 5    | 6    | 6    | 6    | 6    | 6        | 6         | 6    |

Notas
a Los resultados corresponden a los de la coalición entre Alianza Popular y el Partido Demócrata Popular.

b Los resultados corresponden a los de Coalición Popular.

### Votos (%) por partido (1977-2023)
La siguiente tabla muestra sólo los partidos que han alcanzado alguna vez al menos el 1% del total de votos. 
|                                          | 1977  | 1979  | 1982  | 1986 | 1989 | 1993 | 1996 | 2000 | 2004 | 2008  | 2011 | 2015   | 2016  | 2019  | 2019 (II) | 2023  |
| ---------------------------------------- | ----- | ----- | ----- | ---- | ---- | ---- | ---- | ---- | ---- | ----- | ---- | ------ | ----- | ----- | --------- | ----- |
| Unión de Centro Democrático (UCD)        | 49,8  | 44,3  | 11,3  |      |      |      |      |      |      |       |      |        |       |       |           |       |
| Partido Socialista Obrero Español (PSOE) | 27,4  | 37,1  | 58,2  | 53,1 | 52,7 | 47,9 | 47,1 | 42,3 | 47,7 | 42,0  | 29,7 | 28,84  | 27,72 | 30,09 | 29,43     | 28,97 |
| Partido Popular (PP)                     | 8,1   | 4,4   | 23,4  | 25,9 | 23,4 | 37,3 | 40,2 | 48,7 | 44,3 | 49,9  | 57,7 | 38,04  | 43,09 | 22,53 | 25,89     | 41,04 |
| Izquierda Unida (IU)                     | 6,51a | 7,41a | 2,7   | 5,2  | 8,5  | 9,5  | 9,9  | 4,2  | 3,1  | 2,7   | 5,2  | 3,49b  |       |       |           |       |
| Partido Andalucista (PA)                 |       | 2,77  | 1,23c | 1,48 | 2,33 | 1,35 | 1,65 | 2,36 | 2,35 | 0,54d |      |        |       |       |           |       |
| Unión Nacional (UN)                      |       | 1,69  |       |      |      |      |      |      |      |       |      |        |       |       |           |       |
| Centro Democrático y Social (CDS)        |       |       | 1,8   | 9,0  | 8,9  | 1,4  | 0,1  | 0,1  | 0,1  |       |      |        |       |       |           |       |
| Partido Reformista Democrático           |       |       |       | 2,65 |      |      |      |      |      |       |      |        |       |       |           |       |
| Agrupación Ruiz Mateos                   |       |       |       |      | 1,9  |      |      |      |      |       |      |        |       |       |           |       |
| Partido de Almería (PdeAL)               |       |       |       |      |      |      |      |      |      | 2,59  |      |        |       |       |           |       |
| Unión Progreso y Democracia (UPyD)       |       |       |       |      |      |      |      |      |      | 0,56  | 3,9  | 0,49   | 0,22  |       |           |       |
| Partido Animalista (PACMA)               |       |       |       |      |      |      |      |      |      | 0,13  |      | 0,68   | 0,87  | 1,04  | 0,84      | 0,58  |
| Ciudadanos (Cs)                          |       |       |       |      |      |      |      |      |      |       |      | 14,36  | 13,67 | 17,14 | 7,54      |       |
| Unidas Podemos (UP)                      |       |       |       |      |      |      |      |      |      |       |      | 12,79e | 13,12 | 8,81  | 8,02      |       |
| Vox (VOX)                                |       |       |       |      |      |      |      |      |      |       |      | 0,18   | 0,14  | 19,15 | 26,75     | 21,35 |
| Sumar                                    |       |       |       |      |      |      |      |      |      |       |      |        |       |       |           | 6,63  |

Notas
No se muestran los resultados menores a 0,1%.

a Los resultados corresponden a los del Partido Comunista de España (PCE).

b Los resultados corresponden a los de Izquierda Unida-Unidad Popular en Común (IU-UPeC).

c Los resultados corresponden a los de Partido Socialista de Andalucía (PSA).

d Los resultados corresponden a los de Coalición Andalucista (CA).

e Los resultados corresponden a los de Podemos (P)

## Senado

### Senadores obtenidos por partido (1977-2019)[7]
| Candidatura | Candidatura                                                  | Candidatura | 1977 | 1979 | 1982 | 1986 | 1989 | 1993 | 1996 | 2000 | 2004 | 2008 | 2011 | 2015 | 2016 | 2019 (I) | 2019 (II) | 2023 |
| ----------- | ------------------------------------------------------------ | ----------- | ---- | ---- | ---- | ---- | ---- | ---- | ---- | ---- | ---- | ---- | ---- | ---- | ---- | -------- | --------- | ---- |
|             | Unión de Centro Democrático                                  | UCD         | 3    | 3    |      |      |      |      |      |      |      |      |      |      |      |          |           |      |
|             | Partido Socialista Obrero Español                            | PSOE        |      | 1    | 3    | 3    | 3    | 3    | 3    | 1    | 3    | 1    | 1    | 1    | 1    | 3        | 2         | 1    |
|             | Partido Popular                                              | PP          |      |      | 1a   | 1b   | 1    | 1    | 1    | 3    | 1    | 3    | 3    | 3    | 3    | 1        | 2         | 3    |
|             | Agrupación de Electores Democrática Independiente de Almería | ADIA        | 1    |      |      |      |      |      |      |      |      |      |      |      |      |          |           |      |
| Total       | Total                                                        | Total       | 4    | 4    | 4    | 4    | 4    | 4    | 4    | 4    | 4    | 4    | 4    | 4    | 4    | 4        | 4         | 4    |

Notas
a Los resultados corresponden a los de la coalición entre Alianza Popular y el Partido Demócrata Popular.

b Los resultados corresponden a los de Coalición Popular. 